# Astragalus prilipkoanus
Astragalus prilipkoanus är en ärtväxtart som beskrevs av Aleksandr Alfonsovitj Grossgejm. Astragalus prilipkoanus ingår i släktet vedlar, och familjen ärtväxter. Inga underarter finns listade i Catalogue of Life.